# Alex Penda
Alex Penda, geboren als Alexandrina Pendatschanska (bulgarisch Александрина Пендачанска; geboren am 24. September 1970 in Sofia) ist eine bulgarische Opernsängerin der Stimmlagen Sopran und Mezzosopran. Sie gastierte an Bühnen auf vier Kontinenten.

## Leben und Werk
Alexandrina Pendatchanska stammt aus einer Musikerfamilie. Ihre Mutter Waleri Popowa (1945–2000) war eine Opernsängerin, ihre Karriere führte sie in den 1980ern zur Mailänder Scala. Ihr Großvater Sascha Popow war Geiger und Dirigent, er gründete das Philharmonische Orchester von Sofia. Bereits als 5-Jährige begann sie Klavier zu spielen, später erhielt sie Gesangsunterricht von der Mutter. Sie absolvierte das Nationalkonservatorium in Sofia, mit Abschlüssen in Klavier und Gesang, debütierte mit 17 Jahren als Violetta Valery in La traviata und war Preisträgerin einiger Gesangswettbewerbe, 1988 in Bilbao, 1989 in Karlovy Vary und 1990 in Pretoria. Mit 19 Jahren sang sie erstmals an einem professionellen Opernhaus: Sie debütierte als Lucia di Lammermoor  an der Oper Bilbao.
Schnell entwickelte sich eine internationale Karriere mit vier Komponisten als Zentren ihres Repertoires – Mozart, Donizetti, Rossini und Verdi. Gastspieleinladungen führten sie nach Kapstadt, wo sie die Königin der Nacht interpretierte, an die New York City Opera, nach Washington, Santa Fe, Toronto und Tokyo, an die Staatsopern von Hamburg, Berlin, München und Wien, weiters nach Frankfurt am Main und in das Festspielhaus Baden-Baden, nach Monte Carlo, Paris und zum Festival d’Aix-en-Provence, zum Wexford Festival und an die Welsh National Opera in Cardiff, nach Rom, Neapel und Turin. Im Mai 2012 verkürzte sie Vor- und Zunamen auf „Alex Penda“ – gegen den Widerstand ihrer Plattenfirma und ihrer beiden Töchter. Davor und danach gastierte sie mehrfach im Theater an der Wien (u. a. als Circe oder Poppea). Im Brüsseler Théâtre Royal de la Monnaie übernahm sie 2016 die Rolle der Stonatrilla im Revival von Gassmanns L’opera seria aus dem 17. Jahrhundert. In Brüssel sang sie auch die Mozart-Rollen Elettra und Vitellia. In St. Gallen konnte sie Fachwechsel erproben, so in den Titelpartien von Carmen oder Salome. Am Moskauer Bolschoi-Theater war sie in der Glinka-Oper Ruslan und Ljudmila besetzt und gastierte als Salome. Langjährige Zusammenarbeit verbindet sie mit René Jacobs und dem Freiburger Barockorchester. Zu weiteren Dirigenten, unter deren Leitung sie gesungen hat, zählen Bruno Bartoletti, Ivor Bolton, Riccardo Chailly, Charles Dutoit, Vladimir Jurowski, Jesús López Cobos, Marc Minkowski, Chung Myung-whun, Daniel Oren und Carlo Rizzi. Sie war in Inszenierungen innovativer Regisseure wie Christof Loy, Sir Jonathan Miller, Hans Neuenfels oder Dmitri Tcherniakov zu sehen. Alex Penda ist auch eine Konzertsängerin. Sie arbeitete mit einer Reihe von Orchestern zusammen, darunter London Philharmonic Orchestra, Israel Philharmonic Orchestra, Philadelphia Orchestra, das Orchestra del Maggio Musicale Fiorentino, die Solisti Veneti, die Wiener Symphoniker und das Orchestra dell’ Accademia Nazionale di Santa Cecilia. Ihr Konzertrepertoire reicht von Rossinis Petite Messe solennelle und dessen Stabat Mater bis zu Brittens War Requiem. Im Sektor Lied interpretierte sie die Wesendonck-Lieder von Richard Wagner.

## Repertoire (Auswahl)
| Beethoven: - Leonore im Fidelio Bellini: - Adalgisa in Norma Bizet: - Titelpartie in Carmen Boito: - Margherita in Mefistofele Donizetti: - Adina in L’elisir d’amore - Titelpartie in Parisina - Elisabetta ion Maria Stuarda - Titelpartie in Lucia di Lammermoor - Elisabetta in Roberto Devereux Glinka: - Gorislava in Ruslan und Ljudmila Gluck: - Circe in Telemaco Händel: - Titelpartie in Agrippina Haydn: - Alcina in Orlando paladino Leoncavallo: - Nedda in Der Bajazzo Mascagni: - Santuzza in Cavalleria rusticana Massenet: - Titelpartie in Esclarmonde Monteverdi: - Titelpartie in L’incoronazione di Poppea Mozart: - Arminda in La finta giardiniera - Elettra in Idomeneo - Contessa Almaviva in Le nozze di Figaro - Donna Anna und Donna Elvira in Don Giovanni - Fiordiligi in Così fan tutte - Königin der Nacht in der Zauberflöte - Vitellia in La clemenza di Tito |  | Puccini: - Titelpartie in Tosca - Giorgetta in Il tabarro - Titelpartie in Suor Angelica Rossini: - Donna Fiorella in Il turco in Italia - Titelpartie in Adina - Titelpartie in Ermione - Elena in La donna del lago - Titelpartie in Semiramide - Madama Cortese in Il viaggio a Reims - Comtesse Adèle de Formoutiers in Le comte Ory Salieri: - Mrs. Slender in Falstaff ossia Le tre burle Sartorio: - Titelpartie in Giulio Cesare in Egitto Richard Strauss: - Titelpartie in Salome - Chrysothemis in Elektra Thomas: - Ophelia in Hamlet Tschaikowski: - Oksana in Cherevichki Verdi: - Titelpartie in Luisa Miller - Lady Macbeth in Macbeth - Gilda in Rigoletto - Violetta Valery in La traviata - Elena in I vespri siciliani - Amelia in Un ballo in maschera - Elisabetta und Principessa Eboli in Don Carlo - Mrs. Alice Ford in Falstaff Richard Wagner: - Kundry im Parsifal |

## Diskographie
Die langjährige Zusammenarbeit mit dem Freiburger Barockorchester, dem Dirigenten René Jacobs und dem Label Harmonia Mundi führte zu mehreren Mozart-Einspielungen, auf denen die Sängerin als Vitellia, Donna Elvira, Elettra und Arminda zu hören ist. Der Don Giovanni ist auch auf DVD erhältlich. Eine weitere Zusammenarbeit galt Haydns Orlando paladino. Diese Aufnahmen wurden mehrfach prämiert, unter den Auszeichnungen finden sich der BBC Music Magazine Award, Gramophone’s Editor Choice und zwei Grammy-Nominierungen (Best Classical Album und Best Opera Recording). Weitere Gesamtaufnahmen von Opern sind folgenden Werken gewidmet:
- Sartorio: Giulio Cesare in Egitto, Dirigent: Attilio Cremonesi, Innsbruck (ORF)
- Händel: Agrippina (Harmonia Mundi), Grammy-Nominierung für Best Opera Recording 2013
- Terradellas: Sesostri, 2011 (RCOC)
- Rossini: Semiramide (Naxos)
- Donizetti: Parisina D’Este (Dynamics)
- Donizetti: Roberto Devereux (DVD) – als Elisabetta
- Glinka: Ein Leben für den Zaren
- Glinka: Ruslan und Ljudmila, Dirigent: Vladimir Jurowski
- Verdi: I due Foscari (DVD) – als Lucrezia Contarini

Aus ihrem Konzertrepertoire wurden aufgezeichnet:
- Rachmaninow: Die Glocken, op. 35, Philadelphia Orchestra, Dirigent: Charles Dutoit (Decca)
- Rossini: Petite Messe solennelle, Gewandhausorchester Leipzig, Dirigent: Riccardo Chailly (DVD)

Es gibt weiters zwei Alben mit Arien. Von ihr interpretierte Arien sind auch auf zwei Kompilationen des Labels Caro Nome enthalten, die beide den Namen Die schönsten Sopran-Arien tragen.